# Heirtzler-Piedmont-Gletscher
Der Heirtzler-Piedmont-Gletscher ist ein niedriger und in der Grundfläche dreieckiger Vorlandgletscher mit einer Ausdehnung von 11 km an der Black-Küste des Palmerlands auf der Antarktischen Halbinsel. Er liegt am Westufer des Violante Inlet und nördlich des Maury-Gletschers. 
Die Entdeckung und erste Luftaufnahmen geht auf Wissenschaftler der United States Antarctic Service Expedition (1939–1941) am 30. Dezember 1940 zurück. Der United States Geological Survey kartierte ihn anhand von Luftaufnahmen der United States Navy aus den Jahren von 1966 bis 1969. Das Advisory Committee on Antarctic Names benannte ihn 1994 nach dem US-amerikanischen Geophysiker James Ransom Heirtzler (1925–2022), von 1969 bis 1986 leitender Wissenschaftler der Woods Hole Oceanographic Institution und ab 1986 Leiter der geophysikalischen Abteilung des Goddard Space Flight Center der NASA.